# ニキフォロス2世ドゥカス・オルシーニ

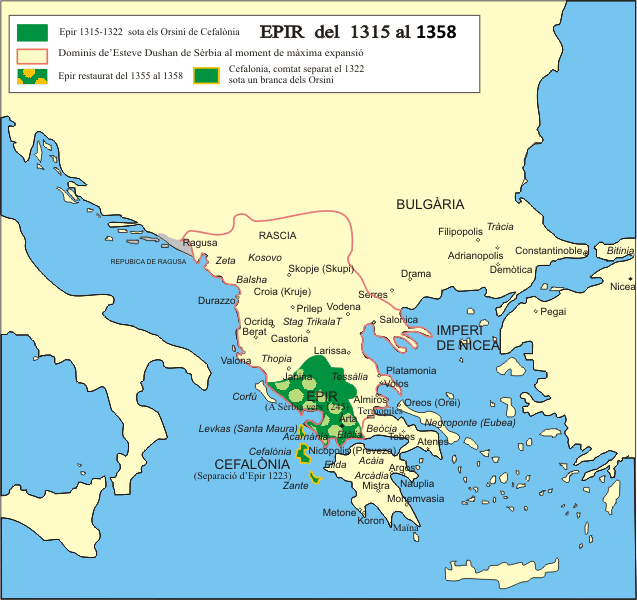
ニキフォロス2世ドゥカス・オルシーニ

ニキフォロス2世ドゥカス・オルシーニ（Νικηφόρος Β' Δούκας Ορσίνι, Nikephoros II Doukas Orsini, 1329年 - 1359年）は、イピロス専制公国君主（在位：1335年 - 1340年、1356年 - 1359年）、名目上のケファロニア宮廷伯（在位：1335年 - 1359年）。古典式慣例表記ではニケフォロス2世ドゥーカス・オルシーニ。ジョヴァンニ2世オルシーニの息子。

## 名前と帰属の問題
ギリシア系イピロス専制公としては「ニキフォロス2世ドゥカス」である。一方でイタリア系ケファロニア宮廷伯としては「ニチェフォロ・オルシーニ」（Niceforo Orsini）である。父ジョヴァンニはイタリア人とギリシア人の混血であり、母アンナは東ローマ帝国宮廷出身のギリシア人である。従って、彼の血統の4分の3はギリシア人の血が流れている事になる。彼はイピロスで生まれ、若年期をコンスタンティノポリスで過ごしていたため。ギリシア語、イタリア語共に堪能であったと言われる。

## 幼年期から青年期
1335年、母アンナ・パレオロギナが父ジョヴァンニを毒殺するという悲劇によって、幼少の内にイピロス専制公国の君主となる。しかし、このスキャンダラスな事件は長らくイピロスの併合を渇望していた東ローマ帝国に格好の口実を与える事となってしまった。皇帝アンドロニコス3世パレオロゴスはヨアニス・カンダクジノス（後の皇帝ヨアニス6世カンダクジノス）、セオドロス・シナディノス（古典式慣例表記ではテオドロス・シュナデノス）らの重臣・将軍を同行してイピロスの併合に乗り出す。アンナは幼いニキフォロスの摂政としてこれに抵抗するが、軍事的には東ローマに及ぶべくもなく敗退し、1338年、アンナは東ローマ帝国に連行される。しかしニキフォロスはその前にアカイア公未亡人カトリーヌ・ド・ヴァロワ（ナポリ王ロベルトの弟フィリッポ・ディ・ターラントの妻）の許に預けられていた。
東ローマ帝国のイピロス征服は順調に見えたが、思わぬ反撃に遭遇する。コンスタンティノポリスの支配を好まない土着の有力者達が亡命専制公ニキフォロスを押し立てて離反を図ったのである。イピロス行政官として着任したばかりのシナディノスは捉えられて投獄されてしまう。驚いたアンドロニコス3世は再度カンダクジノス、そしてカンダクジノスの甥ヨアニス・アンゲロスを派遣して事態の収拾を図った。長い包囲戦と交渉の末、1340年になって漸くイピロス側は降伏し、まだ亡命先にあったニキフォロスの引き渡しについても合意が為された。イピロスにアンゲロス、セサリアにミハイル・モノマホス、セサロニキに釈放されたシナディノスがそれぞれ軍政官として就任し、東ローマ帝国の旧イピロス専制公国支配が発足した。
ニキフォロスは母アンナ、姉妹ソマイスと引き離されてコンスタンティノポリスに連行された。彼はそこでアンドロニコス3世から最高位尊厳侯（パニペルセヴァストス, πανυπερσέβαστος）の爵位（専制公よりも三階級下）を与えられた上、カンダクジノスの娘マリアと結婚し、カンダクジノス家の一員として東ローマ宮廷に迎えられた。一方、母アンナはセサロニキに幽閉されたものの間もなく脱走してイピロス・アルタに戻り、セルビア王国のイピロス支配に伴い、ステファン・ウロシュ4世ドゥシャンの義兄弟でアルバニア専制公ヨヴァン・コムニノス・アセンと結婚してアルバニアに移住した。没年は不明。ソマイスはドゥシャンの異母弟、シメオン・ウロシュ・パレオロゴスと結婚した。
イピロス併合の翌年（1341年）、アンドロニコス3世が死去すると、東ローマ帝国では帝位を巡る内乱が勃発した。まだ年少のニキフォロスは同じ年少の妻マリア、義母イリニ・アサニナら親族と共にカンダクジノス家の拠点、トラキア都市アドリアノープルに身を寄せる。内乱は1347年2月、カンダクジノスの勝利となり、彼はヨアニス6世として皇帝戴冠する。その年の内に彼は義兄弟にあたる皇帝の次子マヌイル・カンダクジノスと共に専制公の爵位を正式に授けられ、トラキア沿岸都市エノスの行政官として派遣された。

## イピロス専制公時代
ニキフォロスはヨアニス6世の婿としてその政権を支え、ヨアニス6世のもう一人の婿ヨアニス5世パレオロゴスが成年に達して義父と争った時も義父を支援し続けた。しかし1354年にヨアニス6世が廃位され、翌1355年にセルビア王ドゥシャンが死去すると、東ローマ宮廷とカンダクジノス家（まだ共同皇帝マテオス・カンダクジノスが抵抗していた）に対する忠誠心を捨て、単独でヨアニス5世と和解してトラキアを離れ、帰郷の途に就いた。
当時のイピロスはドゥシャンの弟シメオン専制公が統治していたが、ドゥシャン死後、各地で自立した諸侯の対立に巻き込まれその勢力は不安定であった。ニキフォロスはその不安に乗じ、また唯一の正統なドゥカス・コムニノス・アンゲロス家の後継者に期待する地元民に歓迎されてイピロスとセサリアを掌握しシメオンとその妻ソマイス（ニキフォロス自身の姉妹）をマケドニアのカストリアに追放した。エノスに残してきた妻マリアも間もなくしてセサリアに到着し、二人はアルタで支配を開始した。
念願の帰郷と旧支配権の回復を果たしたニキフォロスであったが、問題が幾つも存在していた。1347年にこの地域を襲ったペストと1348年以来続いたセルビア支配はこの地域の住民構成を大きく変えてしまっていた。ギリシア系人口は減り、代わってセルビア人、それ以上にアルバニア人が多数この地域に南下し定住を始めつつあった。ニキフォロスはこれに対抗する為セルビア人との提携を目論み、その為に妻マリアを離婚して故ドゥシャン王の妻の姉妹（即ちブルガリア王女）との結婚を企てた。しかし、これに対してギリシア人、アルバニア人住民が一斉に反発し、ニキフォロスの立場は却って危うくなった。マリアはミストラスにいた弟のモレアス専制公マヌイルの許に身を寄せていたが、セルビア王家との縁組みを断念した夫に呼び戻される事になった。しかしニキフォロスは妻の帰国を待たずにアルバニア人の武力討伐に乗り出し、アヘロオス河畔の戦い（1359年）で逆に打ち破られて戦死した。再建されたイピロス専制公領は僅か三年であっけなく瓦解してしまった。
未亡人となった妻マリアは弟マヌイルの手でコンスタンティノポリスにて修道院入りしていた母イリニの許に送り届けられた。彼女はそこで修道女となり残る余生を送った。彼女とニキフォロスとの間にはメテオラ修道院の一つアギオス・ステファノス修道院の創立者と目される修道士アンドニオス・カンダクジノス（1423年没）が生まれている。また、彼とは別にマヌイルという名の息子がいたという説もある。
ニキフォロスの死は、父ジョヴァンニ2世のそれと同じくイピロス専制公領史の大きな転換点となった。彼はドゥカス・コムニノス・アンゲロス家に連なる最後の君主となった。また、イピロスとセサリアを一人で統治した中世最後の君主となった。彼の短い統治はそれ自体がイピロス地方史に於ける大きな転換期の最中に位置している。それは人口構成の変動、アルバニア人の自立と国家形成、イピロス・セサリアの地域的分断の時期であった。しかしニキフォロスはそうした時代の変化にうまく対応出来ず、力で彼らを押さえ込もうとして失敗した。彼の後にイピロスに帰還し支配権を掌握したシメオン・ウロシュはその轍を踏まなかった。彼はアルバニア人に譲歩して彼らに自治を与え、緩やかな宗主権による統合に満足した。しかしこれ以降、イピロス、セサリアは事実上分裂の時代を迎える。この地域が一つの国家の許に統合するのはオスマン朝時代になってからの事であり、キリスト教徒による統合は1912年のバルカン戦争（第一次）による近代ギリシアの両地域併合まで待たねばならない。
（本項目の表記は中世ギリシア語の発音に依拠した。古典式慣例表記については各リンク先の項目を参照。また国号については「専制公国」とした）